# 데이비드 세인트 제임스
데이비드 세인트제임스(David St. James, 1947년 9월 4일 ~ )는 미국의 배우이다.
호놀룰루에서 태어났다.

## 출연 작품
- #리얼리티하이 (2017년)
- 트랜스포머 3 (2011년)
- 에반 올마이티 (2007년)
- 에브리바디 헤이츠 크리스 (2005년)
- 포리너 2 - 암흑의 새벽 (2005년)
- 차밍 스쿨 & 볼룸 댄스 (2005년)
- S.W.A.T. 특수기동대 (2003년)
- 도니 다코 (2001년)
- 톰캣 (2001년)
- 리얼 킬러 (2000년)
- 바운스 (2000년)
- 화성인 마틴 (1999년)
- 데저트 썬더 (1999년)
- 에이리언 터미네이터 2 (1998년)
- LA 컨피덴셜 (1997년)
- 에이리언 4 (1997년)
- 콘택트 (1997년)
- 쥬라기 공원 2 - 잃어버린 세계 (1997년)
- 더블 플레이 (1996년)
- 배반의 음모 (1996년)
- 인베이더 (1995년)
- 다이렉트 히트 (1994년)
- 폴리스 아카데미 7 - 모스크바 임무 (1994년)
- 터커와 플린 (1993년)
- 맨 트러블 (1992년)

### 텔레비전
- 웨스트 윙 시즌1 (1999년)
- 더 드류 캐리 쇼 (1995년)
- 닥터 퀸 (1993년)
- 아이칼리 시즌1 (2007년)